# Iriga
Iriga est une municipalité de la province de Camarines Sur, aux Philippines.